# Enchophora sanguinea
Enchophora sanguinea är en insektsart som beskrevs av William Lucas Distant 1887. Enchophora sanguinea ingår i släktet Enchophora och familjen lyktstritar. Inga underarter finns listade i Catalogue of Life.

## Bildgalleri

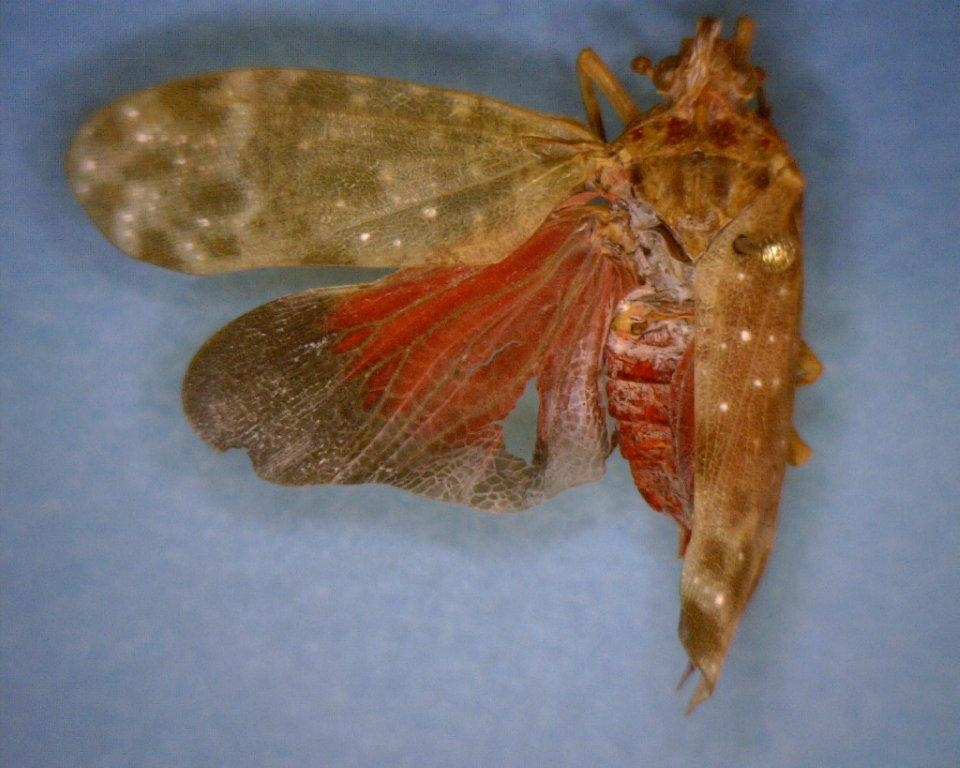
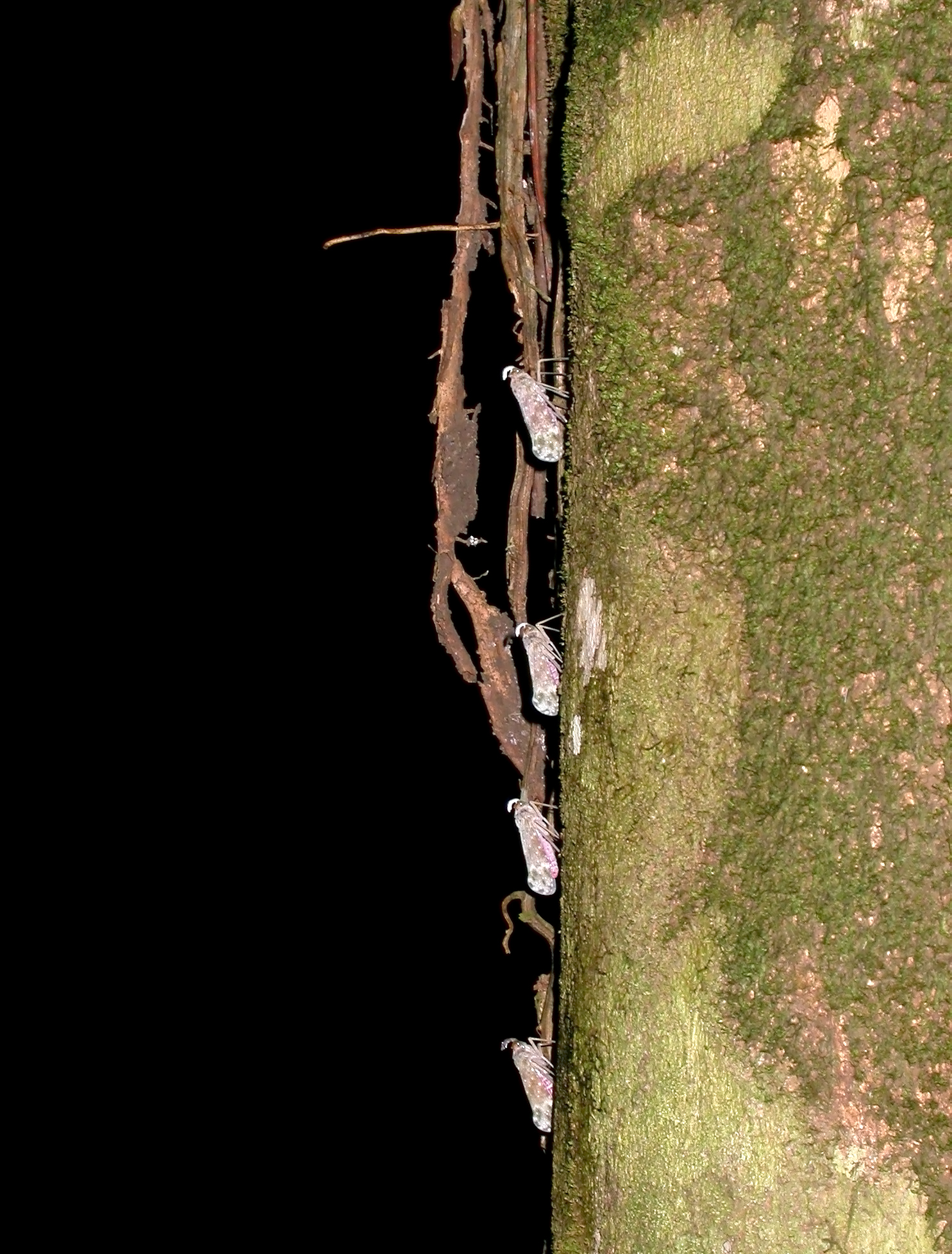
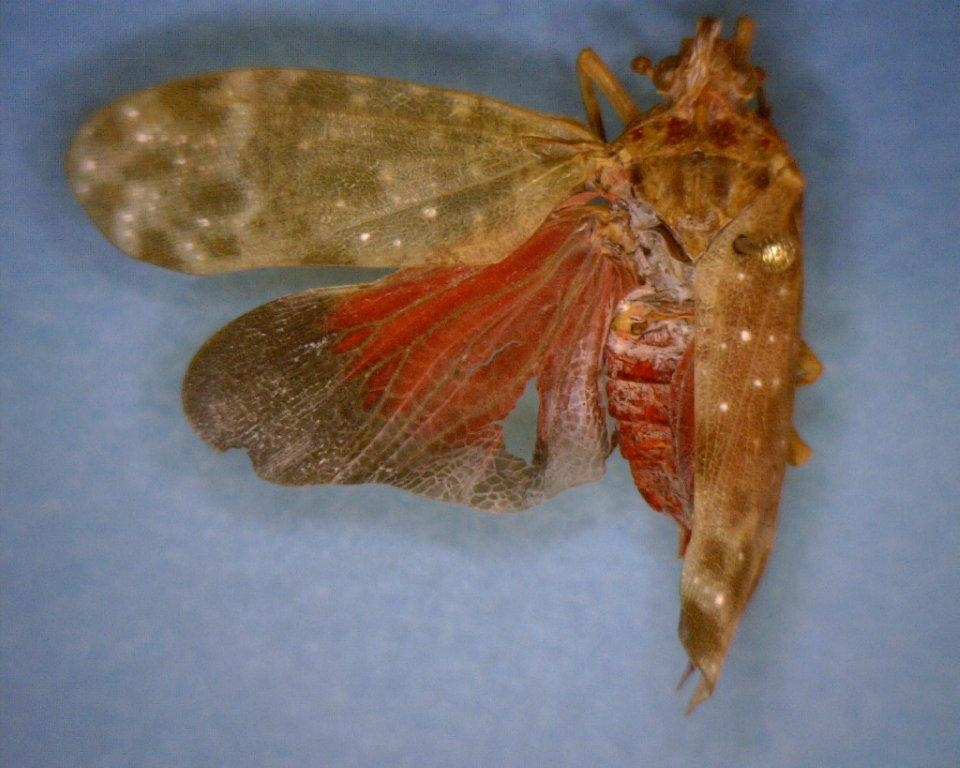